# لیندنو ۹۳۲۲
سیارک ۹۳۲۲ (به انگلیسی: 9322 Lindenau، نامگذاری:1989AC7) نه هزار و سیصد و بیست و دومین سیارک کشف شده‌است که در ۱۰ ژانویه ۱۹۸۹ کشف شد.
قدر مطلق سیارک برابر ۱۳٫۷۰ است.